# Svenja Flaßpöhler
Svenja Flaßpöhler (Münster, 1975) is een Duits filosoof, journalist en auteur. Ze is sinds 2018 hoofdredacteur van Philosophie Magazin.

## Leven en werk
Flaßpöhler groeide op in een nieuw samengesteld gezin. Haar moeder liet haar op 14-jarige leeftijd in de steek. Ze bleef achter bij haar stiefvader. Van 1994 tot 2001 studeerde Flaßpöhler filosofie, germanistiek en sport aan de Westfaalse Wilhelms-Universiteit. In 2006 doctoreerde ze dankzij een studiebeurs van de 'Studienstiftung des deutschen Volkes' met het proefschrift Der Wille zur Lust. Pornographie und das moderne Subjekt.
Tussen 2003 en 2011 schreef Flaßpöhler talrijke stukken voor Deutschlandradio en Psychologie Heute. Van 2011 tot 2016 was ze plaatsvervangend hoofdredacteur van Philosophie Magazin en van 2013 tot 2016 boekrecensent in het programma Buchzeit van 3sat. Sinds 2013 maakt Flaßpöhler deel uit van de organisatie van het Keulse filosofiefestival Phil.Cologne. Van december 2016 tot december 2017 leidde ze de redactie 'literatuur en geesteswetenschappen' bij Deutschlandfunk Kultur. Sinds januari 2018 is ze hoofdredacteur van Philosophie Magazin.

## Erkenning
In 2007 ontving Flaßpöhler de Arthur Koestler-prijs van de 'Deutsche Gesellschaft für Humanes Sterben' voor haar boek Mein Wille geschehe. Sterben in Zeiten der Freitodhilfe.